# ケネス・ペレス
ケネス・ペレス（Kenneth Perez, 1974年8月29日 - ）は、デンマーク・コペンハーゲン出身の元プロサッカー選手、現サッカー指導者。元デンマーク代表。ポジションはFW。ケネット・ペレスと表記されることもある。ユーティリティープレイヤーである。

## 経歴
2006年7月1日、アヤックス・アムステルダムに移籍した。途中出場が多かったが27試合に出場して12得点を挙げた。2007年夏、ロナルド・クーマン監督に熱望されてライバルのPSVアイントホーフェンに移籍した。しかし2007年10月にクーマン監督がバレンシアCF監督に転身すると出場機会が大きく減り、冬の移籍期間にアヤックスに復帰した。しかしシーズン終了後にマルコ・ファン・バステン監督に戦力外通告を受け、リザーブチームでプレーする羽目になったため、オランダサッカー協会に対して調停を申し込んだ。ところがアヤックスの主張が受け入れられたため、FCトゥウェンテに移籍した。FCトゥウェンテでは中盤の真ん中のポジションで6得点9アシストし、35年ぶりとなる2位獲得に貢献した。
2009年5月3日のAZアルクマール戦でFKを決め、エールディヴィジ通算100得点を達成した。AZアルクマール所属時に51得点を挙げたほか、アヤックス・アムステルダムなど5クラブを渡り歩いて達成した。外国人選手としては10人目の100得点達成であり、当シーズンはブレイズ・ヌクフォとヨン・ダール・トマソンが達成している。
2011年7月、アヤックス・アカデミーのコーチに就任。2013-14年シーズン後に退団した。

## 人物
母親はラス・パルマス・デ・グラン・カナリア出身であり、ペレス本人もスペイン国籍を取得している。1997年にMVVマーストリヒトに移籍して以降、生活の拠点をオランダに移しており、引退後も母国のデンマークには戻らずオランダで生活している。

## タイトル
FCコペンハーゲン
- デンマーク・カップ : 1997

アヤックス
- ヨハン・クライフ・スハール : 2006
- KNVBカップ : 2007

トゥウェンテ
- エールディヴィジ : 2009-10